# Pterygoplichthys
Pterygoplichthys (Syn.: Glyptoperichthys) ist eine Fischgattung innerhalb der Familie der Harnischwelse (Loricariidae).

## Beschreibung
In der 1858 von Gill aufgestellten Gattung sind über 15 Arten zusammengefasst. Obgleich sie äußerlich stark an die Vertreter der Gattung Hypostomus erinnern, lassen sie sich von diesen doch leicht durch die höhere Zahl an Rückenflossenstrahlen (Pterygoplichthys: 10 bis 13, Hypostomus: etwa 7) unterscheiden. Einige Arten können über 45 cm erreichen. Die Grundfärbung variiert je nach Art zwischen schwarz und braun, der Körper ist bei den meisten Arten mit Flecken- oder Punktmustern besetzt. Die Gattung ist in Flüssen und Seen Südamerikas, in der Regel in Regendwaldnähe, verbreitet.

## Arten
- Pterygoplichthys anisitsi Eigenmann & Kennedy, 1903
- Pterygoplichthys disjunctivus (Weber, 1991)
- Pterygoplichthys etentaculatus (Spix & Agassiz, 1829)
- Waben-Schilderwels (Pterygoplichthys gibbiceps (Kner, 1854))
- Pterygoplichthys joselimaianus (Weber, 1991)
- Pterygoplichthys lituratus (Kner, 1854)
- Pterygoplichthys multiradiatus (Hancock, 1828)
- Pterygoplichthys pardalis (Castelnau, 1855)
- Pterygoplichthys parnaibae (Weber, 1991)
- Pterygoplichthys punctatus (Kner, 1854)
- Pterygoplichthys scrophus (Cope, 1874)
- Pterygoplichthys undecimalis (Steindachner, 1878)
- Pterygoplichthys xinguensis (Weber, 1991)
- Pterygoplichthys weberi Armbruster & Page, 2006
- Pterygoplichthys zuliaensis Weber, 1991[1]